# 1669 en musique classique
| \| • Retour à la chronologie générale de la musique classique • \| |
| Grèce • Rome • Haut Moyen Âge • VIIIe siècle • IXe siècle • Xe siècle • XIe siècle XIIe siècle • XIIIe siècle • XIVe siècle • XVe siècle • XVIe siècle • XVIIe siècle XVIIIe siècle • XIXe siècle • XXe siècle • XXIe siècle |
| • Retour à la chronologie générale de la musique classique • |

| Années en musique classique : 1666 - 1667 - 1668 - 1669 - 1670 - 1671 - 1672    |
| Décennies en musique classique : 1630 - 1640 - 1650 - 1660 - 1670 - 1680 - 1690 |

## Événements
- 28 juin : Fondation de l'Académie royale de Musique à Paris à l'instigation de Colbert pour promouvoir l'opéra français. Le privilège de l'opéra est accordé à Pierre Perrin.
- 6 octobre : première représentation de Monsieur de Pourceaugnac, comédie-ballet de Jean-Baptiste Lully et Molière.
- Cinq messes en plain-chant, de Henry Du Mont.

## Naissances

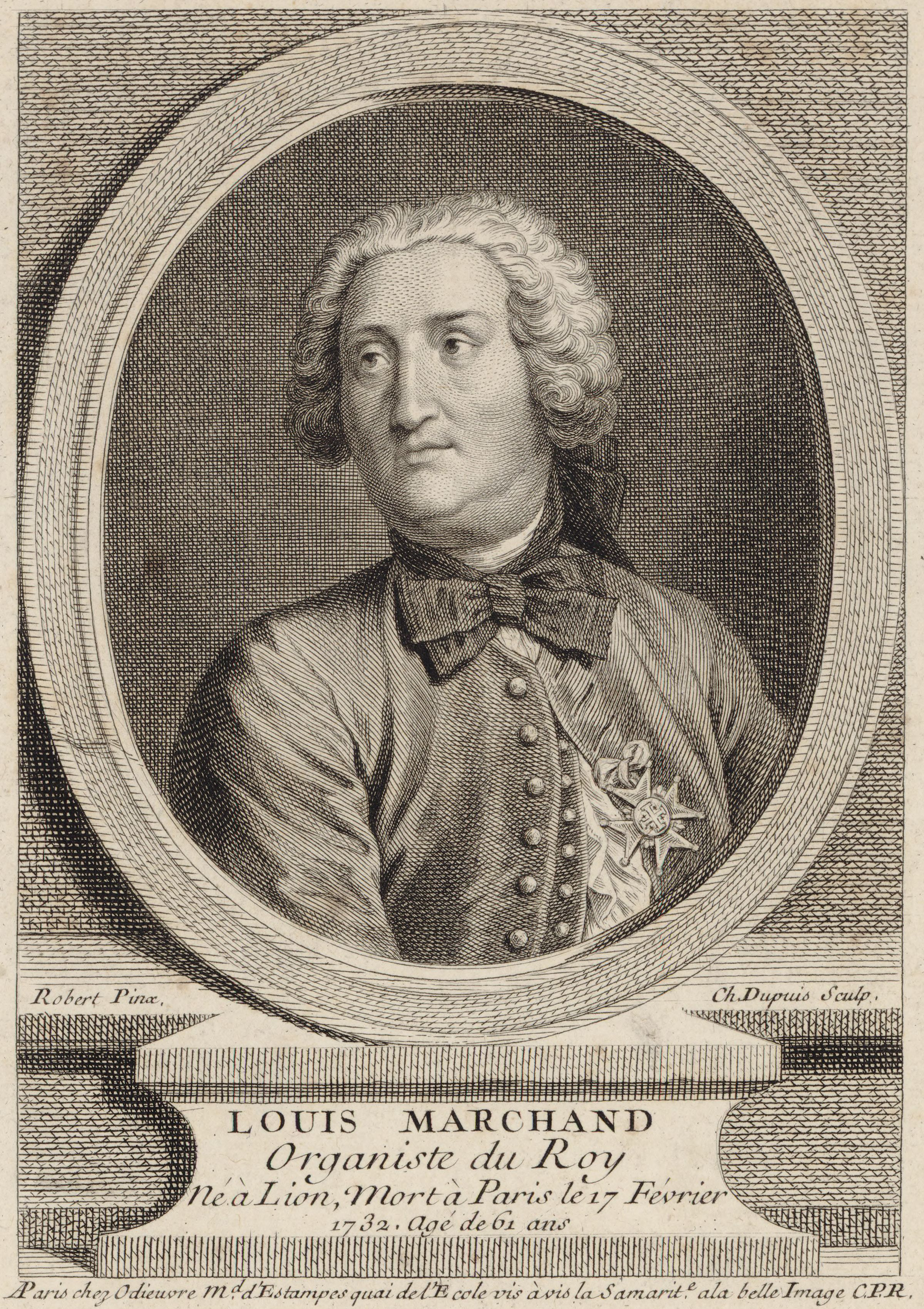
Louis Marchand.

- 2 février : Louis Marchand, compositeur, organiste et claveciniste français († 17 février 1732).
- 10 octobre : Johann Nikolaus Bach, compositeur et organiste allemand († 4 novembre 1753).

Date indéterminée :
- Giorgio Gentili, compositeur et violoniste italien († 1737).
- Jean-Baptiste Gouffet, organiste et compositeur français († 1729).
- Jean-Baptiste Prin, compositeur, musicien et danseur français († après 1742).

## Décès

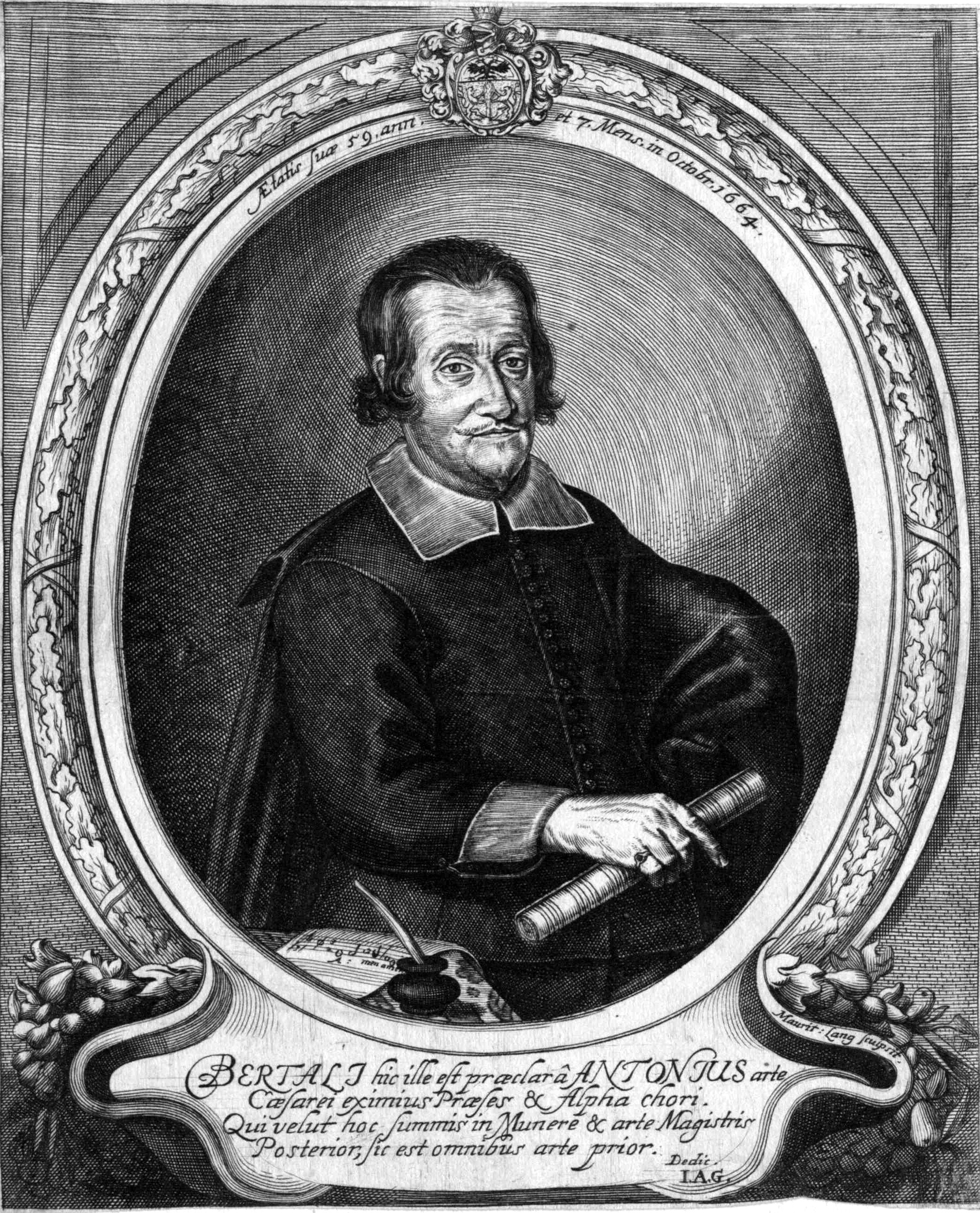
Antonio Bertali

- 5 février : Tiburtius van Brussel, compositeur flamand (° vers 1605).
- 23 mars : Philipp Friedrich Buchner, compositeur allemand (° 11 septembre 1614).
- 17 avril : Antonio Bertali, compositeur et violoniste italien (° 11 mars 1605).
- 14 octobre : Marc Antonio Cesti, compositeur italien (° 10 octobre 1623).

Date indéterminée :
- Henricus Liberti, compositeur et organiste d'origine néerlandaise vers (° 1610).
- Étienne Richard, compositeur, organiste et claveciniste français (° vers 1621).
- Christopher Simpson, musicien et compositeur anglais (° entre 1602 et 1606).